# Sam Winchester
Samuel "Sam" William Winchester (Sammy) es uno de los protagonistas de la serie Supernatural, es interpretado por Jared Padalecki.

## Biografía
Samuel William Winchester nació el 2 de mayo de 1983 en Lawrence, Kansas. Su familia directa se compone de, sus padres, John Winchester y Mary Winchester (Campbell), y su hermano Dean, cuatro años mayor que él. Al cumplir seis meses, la tragedia cayó sobre la familia. Un demonio conocido como Azazel, mata a su madre cruelmente, quemándola viva en el techo de la habitación del pequeño. Desde ese momento, su padre, se obsesiona con saber quién o qué le quitó la vida a su mujer y dedica la mayor parte de su vida a encontrarlo, convirtiéndose en cazador de criaturas sobrenaturales a lo largo del país, para dar con lo que mató a su esposa. Educando a sus hijos en ese tipo de vida.
Al crecer, Sam se convierte en un chico bastante guapo e independiente y cuando por fin se hace adulto, decide llevar su propia vida, no quiere ser cazador tal y como ha hecho su hermano, siguiendo los pasos de su padre. Quiere ir a la universidad y convertirse en abogado. Cuando se marcha, tiene una fuerte confrontación con su padre, con quien no volverá a hablar durante más de dos años. En la universidad conoce a Jessica Moore, quien se convertirá en su novia y con la que llega incluso a compartir apartamento. Pero su vida vuelve a dar un completo giro cuando una noche aparece Dean y le dice que su padre fue a una cacería de la cual no volvió y que necesita su ayuda para encontrarlo. Sam acepta a acompañarlo, poniendo como condición el volver, ya que tenía un examen importante para conseguir una beca de estudios.
Al pasar los dos días y no tener ninguna nueva pista del paradero de su padre, excepto unas coordenadas para cumplir una nueva cacería, Sam vuelve a casa, solo para encontrarse que Jessica está en el techo y verla morir de la misma forma que su madre. De sorpresa, Dean aparece y lo ayuda a salir de la casa en llamas, así como lo hizo cuando eran pequeños. Sam decide acompañar a su hermano hasta encontrar a su padre y acabar con el demonio de ojos amarillos, el cual mató a su novia y a su madre.

## La relación con Dean
En la primera temporada los hermanos son bastante lejanos el uno del otro. Se muestra a un Dean mujeriego e irresponsable, el cual escucha siempre los mismos casetes de Rock clásico y suele bromear con frecuencia. Sam, por otro lado, se ve como un chico estudioso e independiente que lleva unos años alejado de su familia, y que prefiere mantenerse distanciado del negocio familiar, pudiendo mantener así una relación estable y una vida casi resuelta (Cosa que cambia con la muerte de su novia Jessica, la cual gatilla el sentimiento de venganza, que lo hace dejar la universidad e irse con Dean).
Desde el momento en el que se embarca con su hermano, Sam se da cuenta de que son terriblemente diferentes. Se muestra reacio a tener una relación de hermanos, diciendo que, cuando encontrasen al demonio de ojos amarillos y pudieran matarlos, volvería a estudiar derecho. Dean siempre ha seguido las órdenes de su padre, y Sam pelea con bastante frecuencia con él por esa misma razón.
A pesar de todas sus diferencias, esto cambia. Conforme pasa el tiempo y los episodios, se acostumbra a Dean y viceversa. Pelean menos seguido, se apoyan el uno a otro y empiezan a realmente comportarse como una familia. Se convierten en hermanos unidos, tanto así que arriesgarían su vida por el otro sin pensarlo. Siempre y cuando la vida de Dean esté en peligro, Sam usará todas sus posibilidades para ayudarlo, aún si eso incluye perder la vida. Y eso mismo hará Dean, ya que son lo único que tienen y siempre se pondrán primero el protegerse el uno al otro. Avanzadas las temporadas, esto dará varios problemas, ya que la codependencia que se forma entre los dos no mide consecuencias. Empezando una serie de acontecimientos que crean que terceros salgan heridos.
La relación entre los dos tiene sus altos y bajos, dañándose muchas veces por mentiras cometidas por ambas partes, pero a través de la serie empiezan a evolucionar como personajes, siendo los dos más maduros, aceptando más responsabilidades y dejando de lado las mentiras, las cuales ya habían hecho demasiado daño. La dependencia mutua jamás cambia. "Cuida de Sammy" es algo que está grabado con fuego en la personalidad y moral de Dean, al igual que el "yo también puedo protegerte" de Sam, pero de todas formas se aman tanto el uno al otro que ya vendieron su alma por el otro (o al menos lo intentaron).

## La relación con John
La relación con su padre, no fue fácil desde el momento en el que dijo que quería marcharse a la universidad. John tenía tanto miedo de perder a su pequeño Sammy, que no se dio cuenta de que tenía que dejar a Sam partir a hacer su propia vida. Sam creyó que su padre no lo dejaba irse porque él creía que no ser un cazador era como una traición a la familia, cuando en realidad, John solo tenía miedo de que estuviera poco preparado y que se acostumbrara a una vida normal, ya que sería presa fácil para cualquier demonio o criatura. A partir de ese momento padre e hijo dejaron de hablarse. Pero esto no evita que John de tanto en cuanto, pasara por la universidad sin avisar a ver de lejos como estaba su hijo.
En los momentos en los que los tres se juntan, las disputas aparecen rápido, porque mientras Dean está dispuesto a seguir las directrices de su padre al pie de la letra y sin preguntar (Según su hermano, como un pequeño y buen soldado), Sam no está dispuesto a volver a obedecer sin más y trata de conseguir respuestas y justificaciones. Justificaciones que, por supuesto, John no está dispuesto a darle.
Sin embargo, tal y como dicen en más de una ocasión, John y Sam son mucho más parecidos de lo que ellos creen, motivo por el cual se producen todos sus enfrentamientos. Aparte de unirles la pérdida de sus amadas, tanto Sam como John están dispuestos a sacrificarse si es necesario para acabar con el demonio, sin importarles perder la vida por lograr sus objetivos. A pesar de ser tan parecidos nunca lograron hacer verdaderamente bien las paces, y cuando John muere, Sam se arrepiente por no haber quedado en buenos términos.

## Primer muerte y Resurrección
En los últimos capítulos de la segunda temporada, Sam junto con los otros chicos de su generación son secuestrados por Azazel y reunidos en un lugar apartado, donde solo uno debe salir con vida. Allí Azazel le muestra en un sueño que la razón por la cual él y los demás chicos tienen poderes psíquicos es que él les dio de beber de su sangre cuando eran unos bebés. Conforme pasan las horas encerrados, los chicos comienzan a matarse unos a otros, y al final, cuando Dean por fin ha descubierto dónde está Sam, el último sobreviviente además de Sam, un soldado traído desde Afganistán, clava un cuchillo en su espalda frente a Bobby y Dean. El hermano menor muere en los brazos de su hermano mayor.
Al cabo de una semana, Dean se niega a enterrar a Sam, y en su desesperación, corre a buscar a un demonio para hacer un trato: revivir a Sam a cambio de su alma. La demonio acepta y le da un año de vida antes de mandar a su Cancerbero por él, pese a la oposición y reproche de Bobby. Sam revive y junto a Dean y Bobby buscan a Azazel. Sam mata a su asesino, pero descubre que este le había matado, y por tanto Dean hizo un trato para salvarlo. Azazel usa la Colt para abrir, el portal al infierno y liberar a todos los demonios, en el momento en el que este iba a matar a Dean, aparece el espíritu de John, su padre, quien los ayuda, finalmente Dean, usando La última bala de la colt, mata a Azazel, su siguiente misión fue buscar a Lilith y detenerla antes de se que cumpliera el plazo para poder salvar a Dean del infierno algo que no lograría.

## Transformación de Sam
En la cuarta temporada, Sam se distancia notablemente de su hermano, la relación entre los Winchesters se ve severamente dañada cuando el menor comienza a mentirle y ocultarle cosas a Dean logrando que este pierda la confianza en él. Para Dean fue un duro golpe el cambio de Sam pues siempre se negó a creer que en su hermano menor existiese una sola gota de maldad. Los conflictos entre ambos llegan al grado de que Sam, en varias ocasiones, trata de manera bastante fría a Dean y trata de ir por su cuenta (efecto de la sangre de demonio), causando en Dean una profunda desilusión, ya que siente que Sam prefiere confiar en Ruby antes que en su propio hermano. A pesar de todo esto, Dean no se rinde y en ningún momento deja de luchar por recuperarlo y salvarlo, aunque para esto tenga que enfrentarse a él.
Una de las causas del cambio de Sam fue su relación con Ruby, quien lo ayuda a mejorar sus poderes psíquicos dándole de beber sangre de demonio. Gracias a ello podía exorcizar e incluso matar demonios con su mente. Sam lo vio por el lado positivo todo el tiempo, hasta que se volvió adicto a la sangre y considerablemente más violento. Dean descubre lo de la sangre más tarde y junto con Bobby lo encierran contra su voluntad en una habitación del pánico, para que pueda desintoxicarse. Al final, se descubre que Ruby jamás pensó en ayudarles para bien, si no todo lo contrario. Su objetivo era manipularlo para que se convirtiera en un monstruo e hiciera el trabajo sucio, rompiendo los 66 sellos y liberando a Lucifer de la caja infernal en la que Dios lo había encerrado.

## Lucha contra Lucifer
En la serie se ha visto a Sam ser persuadido por demonios, ángeles entre otros para decir "sí" a Lucifer, ya que él es ente en el cual Lucifer puede entrar para una lucha contra su hermano mayor, el arcángel Miguel, el cual desataría el inicio del Apocalipsis. La razón por la cual Sam es el ente de Lucifer es muy sencilla, él y su hermano mayor Dean reflejan la relación con su padre, la misma que tienen Miguel y Lucifer con Dios. Por un lado, Dean seguiría las órdenes de su padre sin cuestionarlo al igual que Miguel, mientras que Sam es aquel hermano que cuestiona los deseos de su padre rebelándose ante él al igual que Lucifer. Pero lo que también los une es que ambos sienten un sentimiento de amor hacia su padre.
Después de la muerte del arcángel Gabriel a manos de Lucifer, reciben de él unas instrucciones las cuales les dicen que pueden encerrar a Lucifer en la misma jaula en la cual estaba encerrado, si consiguen los anillos de los 4 jinetes (Muerte, Guerra, Hambre y Pestilencia) y logran empujarlo hacia la jaula. Con esta información los hermanos Winchester buscan obtener los dos anillos faltantes, porque ya tenían los anillos de Hambre y Guerra. En los últimos episodios de la quinta temporada, Sam concibe un plan para poder encerrar a Lucifer: decirle "sí" a Lucifer y de alguna manera retomar control sobre su cuerpo para poder saltar a la jaula. Aunque el grupo está en contra de esta idea, no ven más opciones. Para preparar a Sam, debe beber sangre de demonio para mejorar sus poderes psíquicos. Cuando confrontan a Lucifer en Detroit, este no se halla sorprendido con la decisión de Sam pues él sabía de sus planes; entonces este le dice que si lo vence en la mente él entrará a la jaula, pero si pierde él lo controlará. Sam acepta, pero el poder de Lucifer es mayor, lo cual hace que sus intentos en su mente sean en vano. Lucifer le muestra a Sam que él lo estuvo preparando desde el principio, ya que varias personas que él conocía y eran amigos de él resultaron ser demonios controlados por Lucifer, lo cual hace que Sam pierda el control y mate a todos los demonios.
Lucifer entonces se presenta para enfrentarse contra su hermano Miguel en el cuerpo de Adam, pese a que la idea original fuera el de Dean, para dar inicio al Apocalipsis. Justo antes de iniciar la pelea entre arcángeles, Dean llega al lugar e intenta hablar con Sam, quien está siendo controlado por Lucifer. Pese a la negativa de ambos arcángeles, Castiel aparece y lanza una molotov de fuego sagrado a Miguel, incinerándolo. Bobby y Castiel les dan 5 minutos para que hable con él, haciendo enfurecer a Lucifer el cual termina matando a los dos. Dean intenta hablar con Sam en vano, al mismo tiempo Lucifer le da una paliza. Cuando Lucifer se dispone a matar a Dean observa un soldadito de plástico en el cenicero del coche, lo cual hace que Sam recuerde todos los momentos vividos con su hermano, recuperando el control de su cuerpo e intenta entrar a la jaula. Pero en ese instante Miguel intenta impedirlo, pues su destino era luchar con su hermano, pero Sam lo arrastra junto a él, Adam y Lucifer en la jaula, y son sellados.
Al final del último episodio de la quinta temporada se puede ver a Sam observando de lejos la casa donde vive Dean con Lisa y su hijo.

## Alma
En la sexta temporada cuando Sam sale del infierno con ayuda de Crowley. Dean nota que Sam actúa de forma diferente incluso llevándolo a pensar que él no era su hermano sino otra cosa peor, una de sus principales teorías fue que Sam era Lucifer. Después es revelado por Castiel que Sam no tiene alma, y que es posible que su alma esté siendo torturada en la jaula por Miguel y Lucifer. El responsable sería Crowley que amenaza a los hermanos Winchester con no devolver el alma de Sam si no atrapan "alfas" (el primer monstruo de su respectiva especie) y consiguen la puerta al Purgatorio, o lo que es peor, lo devolverá al infierno. Sam sin alma obtiene lo que para él son algunas ventajas como no dormir, ser más fuerte y mejor cazador, no sentir ningún tipo de remordimiento ni otro sentimiento y no tener conciencia, por esto Dean se vuelve su nueva conciencia y lo ayudará a recuperar su alma.
Luego de hacer un trato con Muerte, Dean consigue recuperarle el alma a su hermano. Muerte le advierte a Sam que ha puesto una pared mental para bloquear los recuerdos de lo vivido en el infierno y los recuerdos de su año sin alma, señalándole que no debe de pensar en esto, debido a que la pared se podría desmoronar y arruinar a Sam para siempre. A medida que la temporada avanza podemos ver como Sam empieza a tener recuerdos y alusiones a lo vivido en el infierno y a su año sin alma. Lo que lo lleva a enterarse de cosas que mejor no saber.
Pasada la temporada descubrimos los planes que Crowley y Castiel tienen juntos, lograr conseguir la suficiente cantidad de almas como para vencer al arcángel Rafael incluso si eso los lleva a abrir el purgatorio. Enterados de esto Sam y Dean hacen lo imposible para detenerlo, intentando entrar en razón con Castiel, pero este solo empeora las cosas y rompe la pared que Sam tiene en su cabeza solo para darse más tiempo y cumplir con su misión.
Esto nos lleva al final de temporada en la que Sam se adentra en una especie de sueño en su subconsciente, en el que debe pelear contra sus otras personalidades o "memorias" ocultas detrás de la pared, y al "matarlas" absorber así los recuerdos. Siendo estas dos "personalidades" las memorias del año sin alma, y las memorias de lo ocurrido en el infierno. Luego de matar a todas las personalidades Sam despierta y va a donde Dean y Bobby están intentando parar a Castiel para que no abra las puertas del Purgatorio. En su intento fallido se puede ver como Sam lucha para mantenerse siquiera de pie.

## Los Leviatanes
En la séptima temporada nos adentramos a esta mitología en la cual a medida que vamos descubriendo los capítulos, vemos como Sam empeora cada vez más. Tiene alucionaciones que le hacen perder la cabeza. Cuando Castiel le ayuda, Sam se preocupa por él, ya que sabe lo que le está viviendo. Ambas historias están paralelamente relacionadas.

## Datos relevantes de Sam
Si hay algo que caracterice al pequeño de los Winchester, es un ordenador portátil. Mientras para Dean, su amor por el Impala es incomparable, Sam no irá a ningún lado sin su portátil, indispensable, por otro lado, para la mayoría de sus investigaciones.
Si la mayor fobia de Dean son los aviones, en el caso de Sam, su mayor terror, son los payasos, miedo al que tiene que enfrentarse repetidas veces.
Conforme vamos conociendo al personaje, se va descubriendo que tiene algún tipo de poderes mentales, al igual que otros de los niños de su generación. Este tema, forma parte de la mitología central de las dos primeras temporadas. Explotando al máximo en la tercera y cuarta donde se le da el pie al desenlace con la quinta, donde todo cobra sentido.
Hace amigos con facilidad y suele ser bueno hablando con las personas.
En la tercera temporada se ve un Flashback de cuando los hermanos eran pequeños. Es Navidad y Sam le regala a Dean lo que le iba a regalar a su padre, el cual no llegó a pasar la Navidad con ellos, aunque lo hubiera prometido. El regalo es un collar, que contiene un amuleto, que más tarde se reconoce como "Samulet" este tiene el poder de presentir cuando Dios está cerca e iluminarse en su presencia, algo que vemos en la temporada once.
Sam cambia de corte de pelo en cada temporada. Usa comúnmente camisas a cuadros y camperas holgadas.
Dean suele llamar cariñosamente "Sammy" a su hermano menor, algo que al principio de la serie molestaba bastante a este último, pero finalmente Sam lo acepta aunque deja claro a cualquier otra persona que ese es un privilegio exclusivo de Dean Winchester.
Al igual que su hermano, Sam tiene en la parte izquierda de su pecho un tatuaje (idéntico al de Dean) que los protege de posesiones demoníacas.
Ha muerto varias veces y ha estado tanto en el cielo como en el infierno y hasta en el purgatorio. Incluso durante los capítulos 6x01 hasta 6x12, se encuentra sin alma.
En el episodio 11 x 23 "Alpha and Omega" se ve el muro donde se encuentra toda la información de los Winchester de Lady Toni Bevell, se puede ver el certificado de nacimiento de Sam, allí se lee su nombre completo: Samuel William Winchester.